# A Child of Our Time

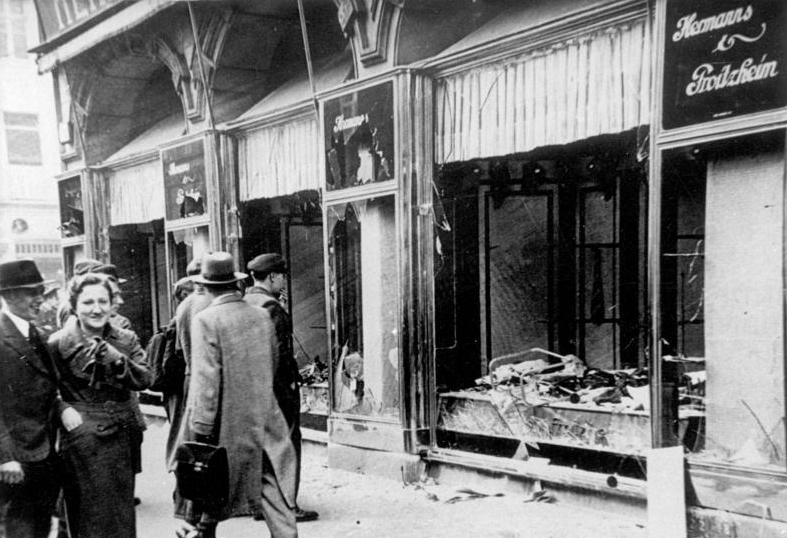
Vianants observen un negoci jueu destrossat a Magdeburg, Alemanya, després del pogrom de la Nit dels vidres trencats del 9 novembre 1938. Els esdeveniments que envolten el pogrom van inspirar Tippett per escriure A Child of Our Time

A Child of Our Time (en anglès, Un nen del nostre temps) és un oratori secular del compositor britànic Michael Tippett, qui també va escriure el llibret. Compost entre 1939 i 1941, es va estrenar a l'Adelphi Teatre de Londres el 19 de març de 1944. L'obra estava inspirada en esdeveniments que van afectar Tippett profundament: l'assassinat el 1938 d'un diplomàtic alemany per un refugiat jueu jove, i la reacció del govern Nazi en la forma d'un pogrom violent contra la població jueva —que es va anomenar Nit dels vidres trencats. L'oratori de Tippett tracta aquests incidents en el context de les experiències de persones oprimides, i porta un missatge fortament pacifista de reconciliació i comprensió definitiva. Els temes recurrents del text d'ombra i llum reflecteixen la psicoanàlisi jungià que Tippett va experimentar en els anys immediatament anteriors d'escriure l'obra.
L'oratori utilitza un format tradicional de tres parts basat en El Messies de Händel, i és estructurat tal com ho feia Bach en les Passions. Les parts més originals de l'obra són l'ús que en fa Tippett dels espirituals negres, els quals duen a terme la funció destinada per Bach a les corals. Tippett va justificar aquesta innovació en què aquestes cançons d'opressió posseeixen una universalitat absent en els himnes tradicionals. A Child of Our Time fou ben rebut en la seva primera actuació, i de llavors ençà ha estat representat a tot el món en moltes llengües. Un bon nombre d'enregistraments són disponibles, incloent-hi un que va dirigir el mateix Tippett quan tenia vuitanta-sis anys.